# Łętowice (województwo małopolskie)
Łętowice – wieś w Polsce położona w województwie małopolskim, w powiecie tarnowskim, w gminie Wierzchosławice.
W latach 1975–1998 miejscowość administracyjnie należała do województwa tarnowskiego.

## Historia
Pierwsze wzmianki o miejscowości pochodzą z pierwszej połowy XIII wieku (1224). Wieś występowała wtedy (aż do końca XV wieku) pod nazwą Lyanthkowycze. Były wsią biskupów krakowskich w województwie sandomierskim. W 2006 roku na terenie miejscowości odkryto groby wschodniogermańskiego plemienia Wandalów. Może to świadczyć o tym, że osadnictwo w miejscu Łętowic rozpoczęło się już na początku naszej ery.
Właściciele wsi według: „Skorowidz miejscowości i dóbr tabularnych Galicji”
| Rok            | Właściciel tabularny                |
| -------------- | ----------------------------------- |
| ~ 1224         | Marcin Awdaniec                     |
| I połowa XIVw. | Wojciech Czelej z rodu Awdańców     |
| ~ 1365         | Jachna z Łętowic wdowa po Czeleju   |
| ~1400          | Dymitr z Goraja                     |
| 1408 - 1411    | Andrzej z Tęczyna h. Topór          |
| 1411 - 1441    | Anna Tęczyńska z Goraja             |
| 1444           | Andrzej Tęczyński h. Topór          |
| <1462          | Mikołaj Budziszowski z Budziszowic  |
| 1464           | Ota z Plechowa                      |
| 1475           | Mikołaj z Plechowa                  |
| 1495 - 1785    | Biskupi Krakowscy - Klucz Radłowski |
| 1820           | Baron Badenfeld                     |
| 1868           | hr. Wilhelm Hompesch                |
| 1872           | Ludwik Hölzel                       |
| 1882           | hr. Jan Zamoyski                    |
| 1890           | hr. Tomasz Zamoyski                 |
| 1893           | hr. H. Dolański i dr. M.Straszewski |
| 1904           | Zdzisław de Laveaux                 |
| 1905           | hr. H. Dolański i 1 wspólnik        |
| 1909           | hr. H. Dolański                     |
| 1914           | hr. H. Dolański                     |
| 1918           | hr. H. Dolański                     |

W początku XIX wieku z części Łętowic wydzieliła się oddzielna miejscowość – Dębina Łętowska. Nazwa wsi jest nazwą topograficzna wywodząca się od 'dębina' czyli las dębowy. Drugi człon odróżnia ją od nazwy wsi Łętowice, wynika on ze związków własnościowych.

## Zabytki

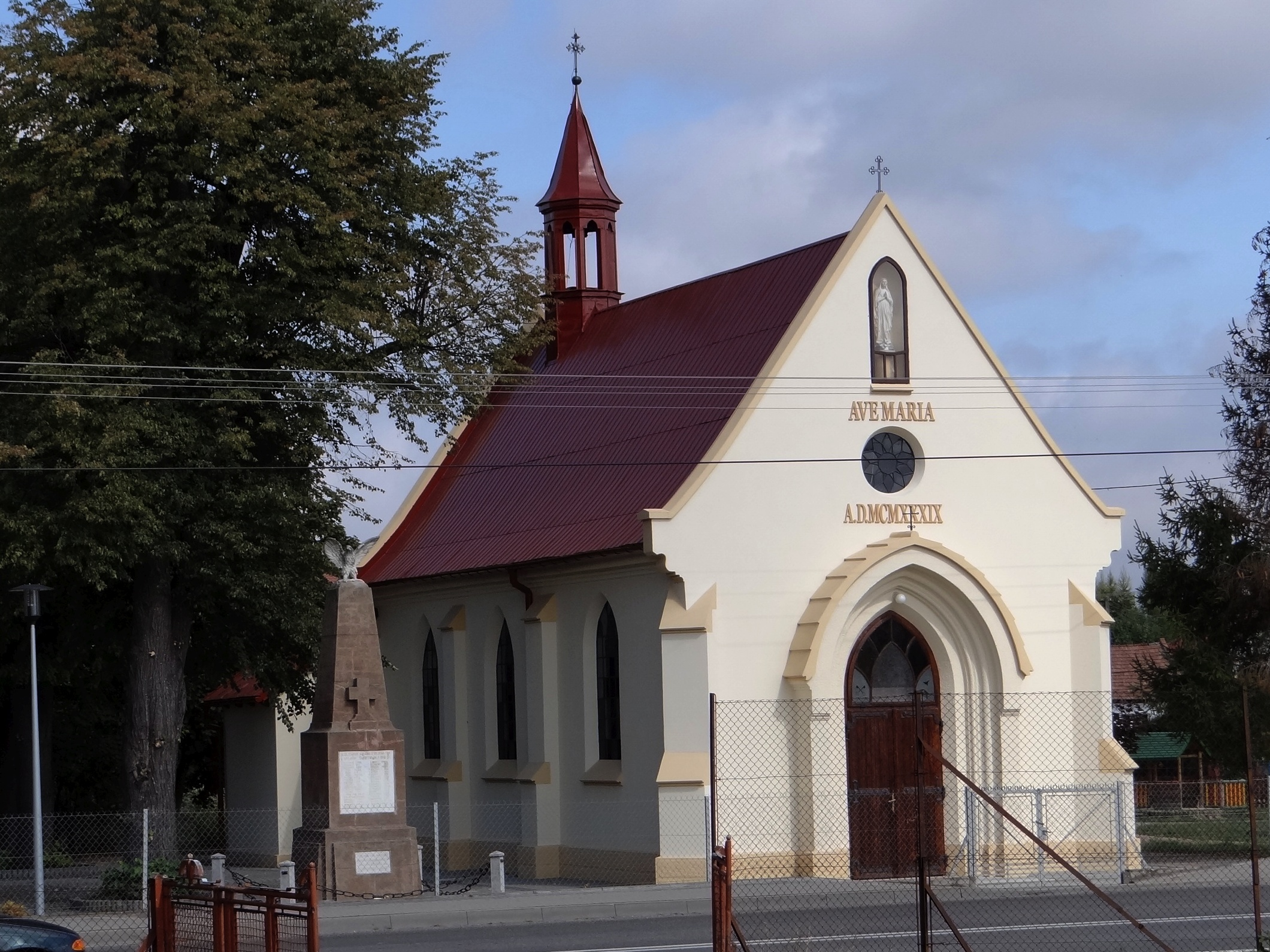
Zabytkowy kościół

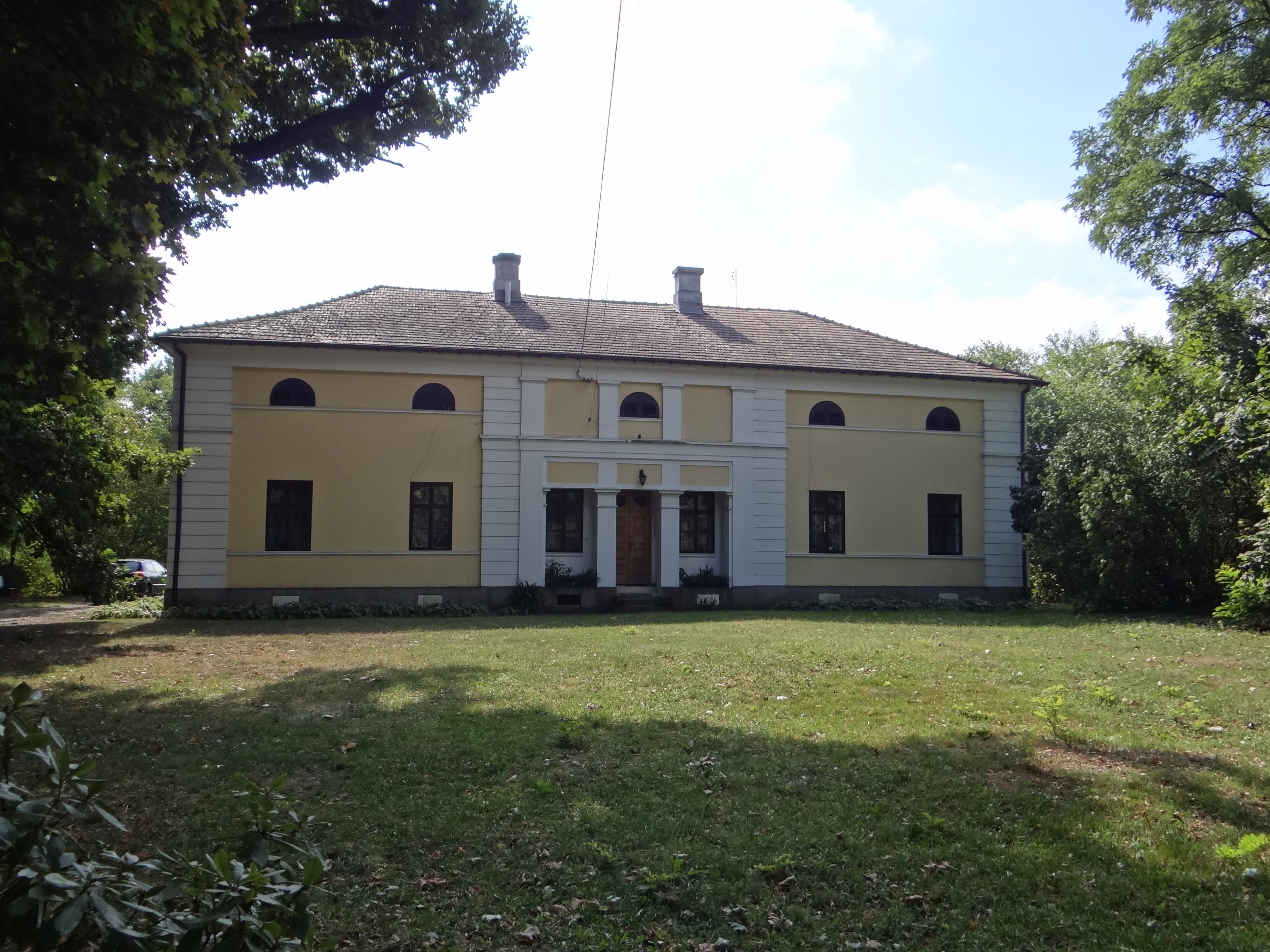
klasycystyczny dwór z początku XIXw.

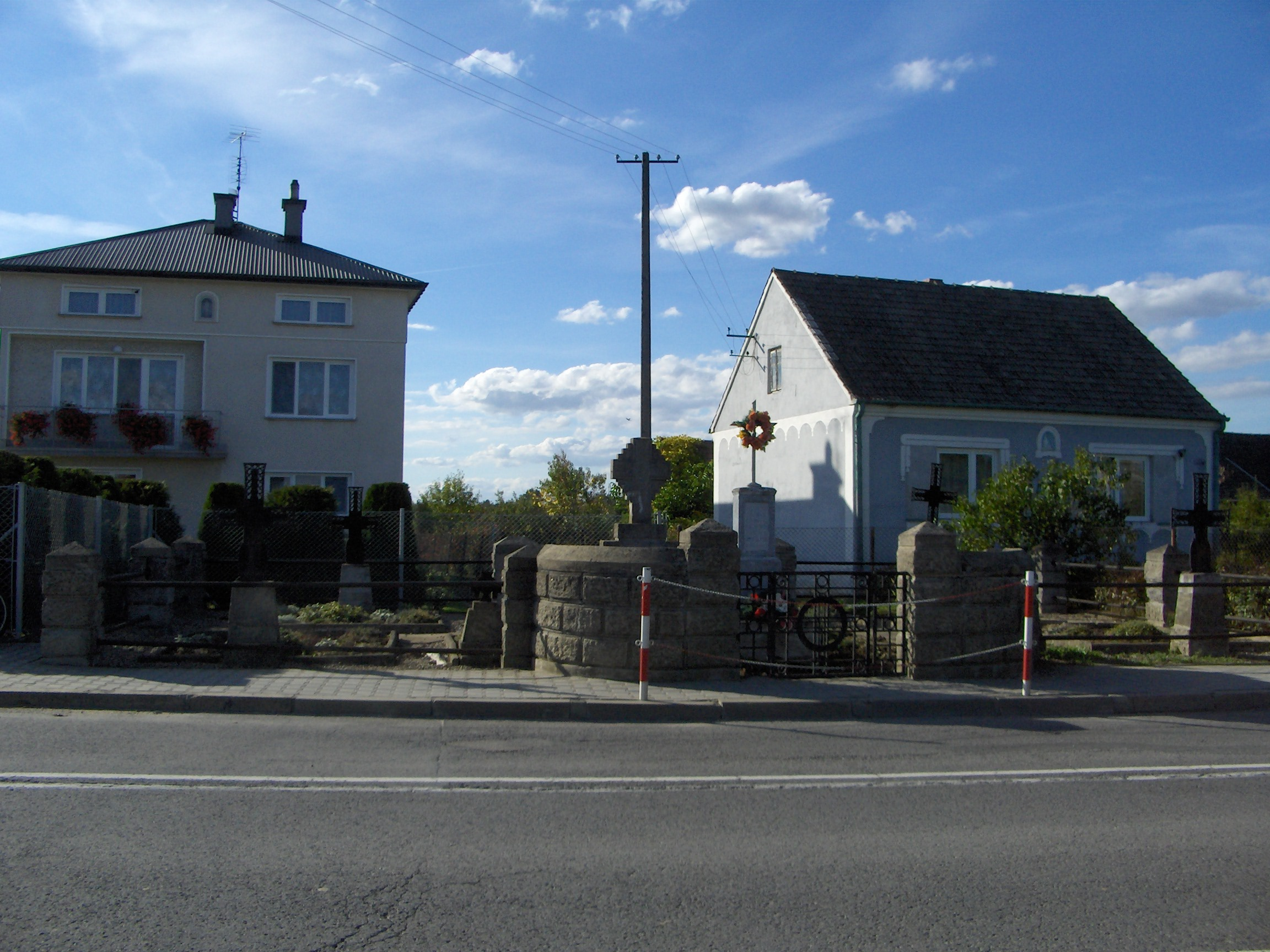
cmentarz wojenny nr. 283

- Klasycystyczny dwór z początku XIX wieku.
- Zabytkowy kościół wybudowany ok. 1927 roku.
- Drewniana dzwonnica wolnostojąca zbudowana po 1945 r.
- Pomnik poświęcony mieszkańcom Łętowic walczącym w I wojnie światowej
- Figura Św. Floriana pochodząca z 1812 roku
- Cmentarz wojenny nr 283 z okresu I wojny światowej – spoczywa na nim 2 żołnierzy austriackich, 15 żołnierzy niemieckich

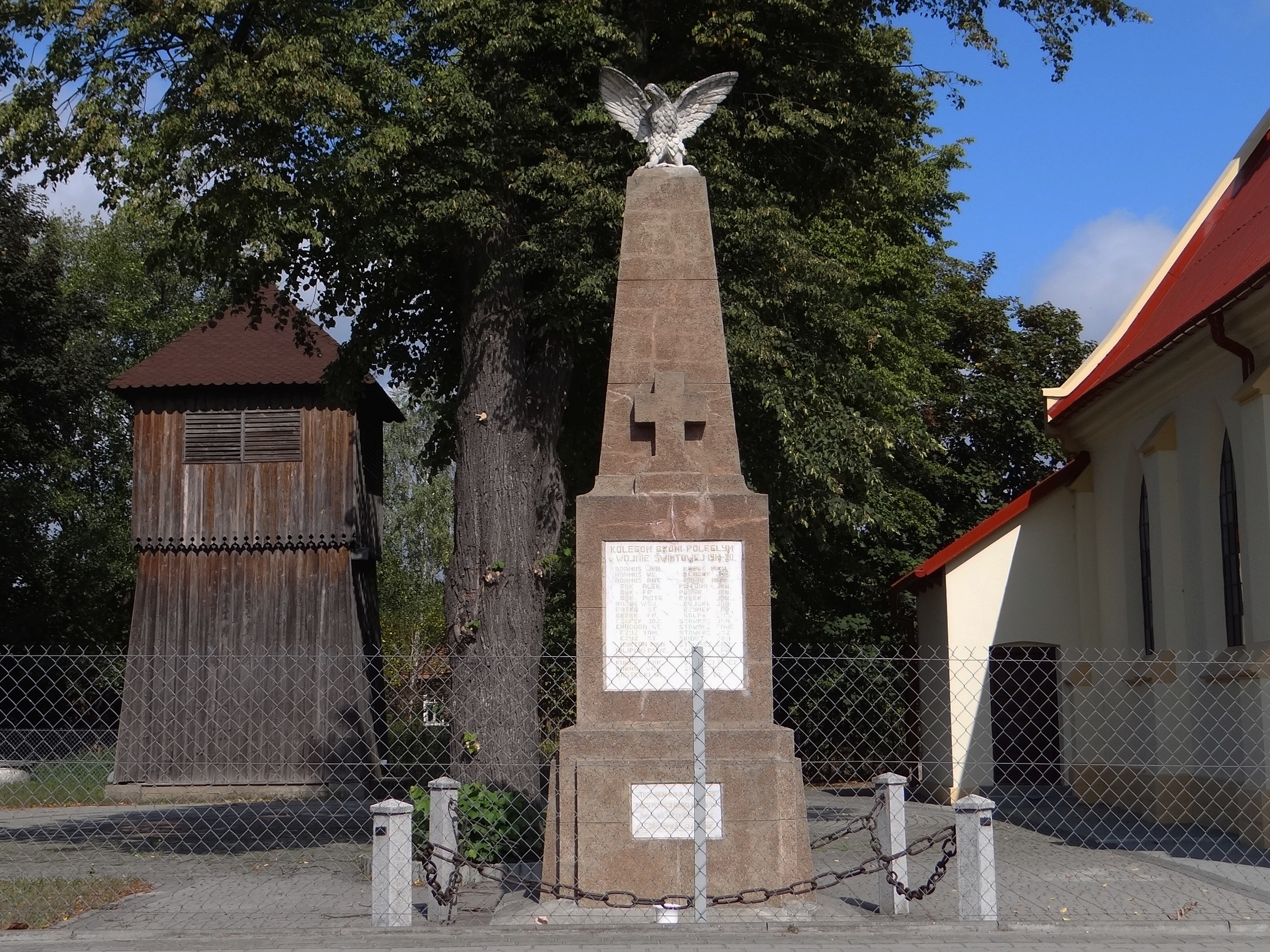

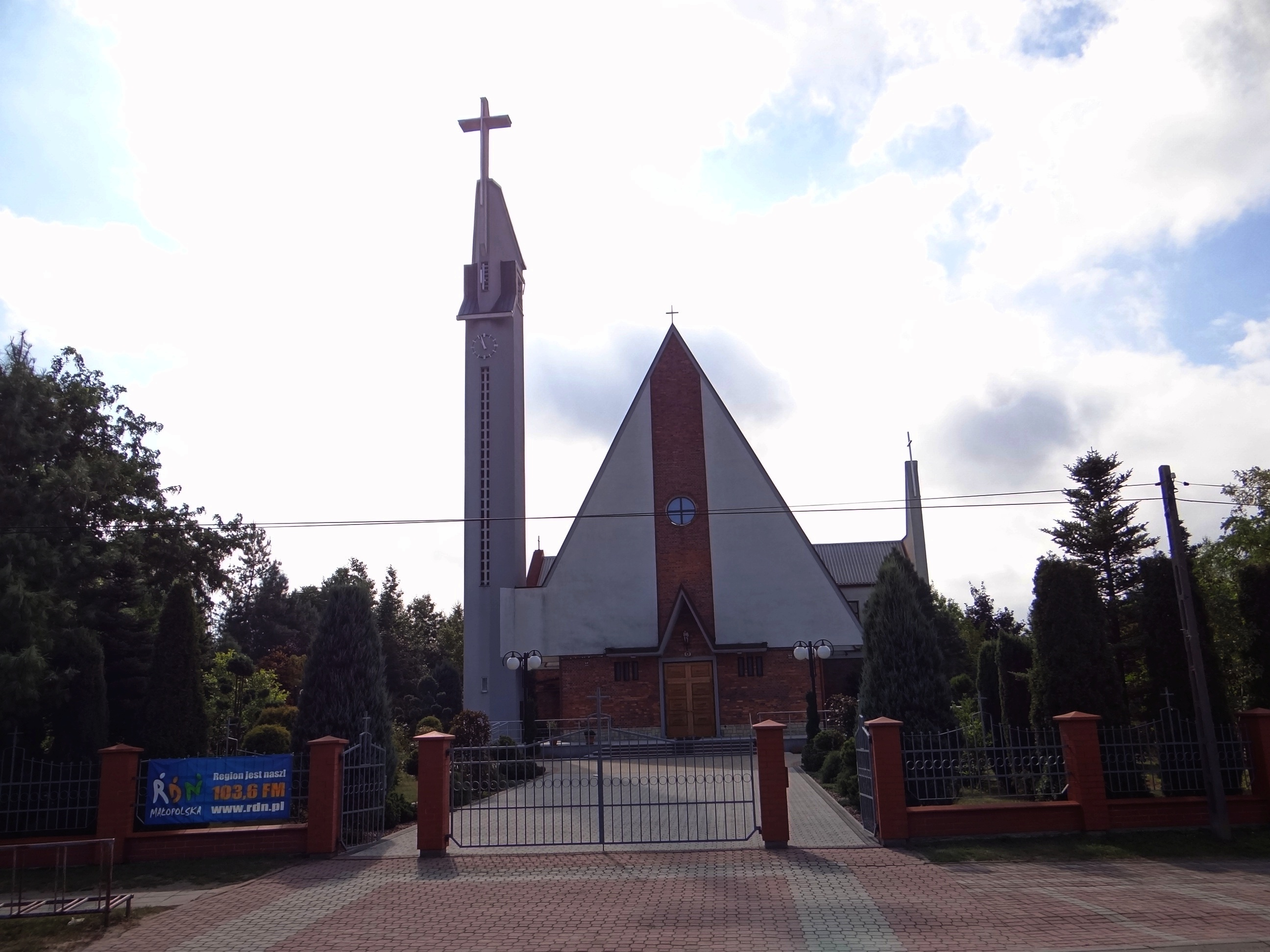
Nowy kościół

## Sport
Koło LKS Radar Łętowice powstało w 1947. Klub prowadził cztery sekcje:
- rzut oszczepem
- rzut dyskiem
- piłkę nożną
- piłkę siatkową

Obecnie prowadzona jest tylko jedna sekcja – piłkarska.
- LKS Radar Łętowice – piłka nożna mężczyzn, VII liga

Przypisy
1. ↑  Raport o stanie Gminy Wierzchosławice za rok 2021. Urząd Gminy Wierzchosławice. [dostęp 2022-06-13].
2. ↑  Oficjalny Spis Pocztowych Numerów Adresowych, Poczta Polska S.A., październik 2022, s. 706 [zarchiwizowane 2022-10-26].
3. ↑  Państwowy Rejestr Nazw Geograficznych – miejscowości – format XLSX, Dane z państwowego rejestru nazw geograficznych – PRNG, Główny Urząd Geodezji i Kartografii, 5 listopada 2023, identyfikator PRNG: 72918
4. ↑  Historia wsi na stronach SP Łętowice. spletowice.prospect.pl. [zarchiwizowane z tego adresu (2015-01-18)]. [dostęp: 2009-02-08]
5. ↑  Zbigniew Anusik, Struktura własności ziemskiej w powiecie pilzneńskim w roku 1629, w: Przegląd Nauk Historycznych 2011, r. X, nr 2, s. 78.
6. ↑  Wandalowie mieszkali w Łętowicach. [dostęp 2007-08-11]. [zarchiwizowane z tego adresu (2007-08-11)].